# Swallow Coachbuilding Company
Swallow Coachbuilding Company – brytyjskie przedsiębiorstwo branży motoryzacyjnej, zajmujące się produkcją motocykli i pojazdów osobowych, założone przez Williama Lyonsa i Williama Walmsleya.
W latach 1922–1926 firma nazywała się Swallow Sidecar Company, zaś w latach 1926–1927 funkcjonowała pod nazwą Swallow Sidecar and Coachbuilding Company.